# سئوون-گو
سئوون-گو (به لاتین: Seowon-gu) یک منطقهٔ مسکونی در کره جنوبی است که در چئونگ‌جو واقع شده‌است. سئوون-گو ۴۰۴٫۴۴ کیلومتر مربع مساحت و ۱۸۰٬۲۷۲ نفر جمعیت دارد.